# Liste des membres ontariens de l'Ordre du Canada
Pour un article plus général, voir Ordre du Canada.
- Haut – A
- B
- C
- D
- E
- F
- G
- H
- I
- J
- K
- L
- M
- N
- O
- P
- Q
- R
- S
- T
- U
- V
- W
- X
- Y
- Z

## A
| - Diana Hains Meltzer Abramsky - Anthony Adamson - William Adkins - Susan Aglukark - Mary C. Agnew - Ellen Aloysia Ahern - John Black Aird - Robert Aitken - Norman Z. Alcock - Lincoln M. Alexander - Helen Allen - Moyra Allen - Jean-Léon Allie | - Mary Macaulay Allodi - Howard Alper - Richard Martin Holden Alway - Estelle Marguerite Amaron - Lanfranco Amato - Gregory Anaka - Doris H. Anderson - George D. Anderson - Margaret Sharp Angus - István Anhalt - Paul Anka - Louise Cimon Annett - Bluma Appel - Louis Applebaum | - Peter Appleyard - C.J. Sylvanus Apps - Roméo Arbour - David B. Archer - Donald C. Archibald - Edgar S. Archibald - H. David Archibald - Margaret Arkinstall - Bromley Lloyd Armstrong - Gordon W.D. Armstrong - Sally Wishart Armstrong - John Douglas Arnup - Eric R. Arthur | - Paul Rodney Arthur - Harry William Arthurs - W. Vacy Ash - Mira Ashby-Praunsperger von Hadesdorf - George Stuart Atkins - Margaret Atwood - Claude B. Aubry - Louis de la Chesnaye Audette - Annette Helene Augustine - Frank Augustyn - Margaret Avison - Thomas S. Axworthy - Daniel Edward Aykroyd - Suzanne Azzie |

## B
| - Elizabeth Bagshaw - Harry W. Bain - Clare Baker - E.A. Baker - Gerald W. Baldwin - Gerald Bales - St. Clair Balfour - G. Michael Bancroft - Charles S. Band - Mona Blair Bandeen - Robert A. Bandeen - Keith G. Banting - Marius Barbeau - C.A.V. Barker - Harvey Barkun - Michael Barnes - Henry J.M. Barnett - Joseph John Barnicke - Murray L. Barr - Alex Paul Barris - Jean Ashworth Bartle - Eric A. Barton - William Barton - B. Norman Barwin - Zbigniew Stanislaw Basinski - John V. Basmajian - Parvathi K. Basrur - Douglas G. Bassett - John W.H. Bassett - Guido Basso - Sonja I. Bata - Thomas J. Bata - Gordon A. Bates - John Gordon Bates - Albert Batten - Kenneth Robert Battle - Alex Sasa Baumann - Cynthia Baxter - Iain Baxter - Aba Bayefsky - Herbert W. Beall - Carlyle S. Beals - George Edwin Beament - Joyce L. Beare-Rogers - Allan Leslie Beattie | - Bruce W. Beatty - D.S. Beatty - Patricia Beatty - H. Thomas Beck - John Beckwith - Alan B. Beddoe - Paul Beeston - Monique Bégin - Patricia Leone Beharriell - Morton Beiser - Jean M. Bélanger - Laurent Bélanger - Alfred M. Bell - Dama Lumley Bell - George Gray Bell - John Kim Bell - R. Gordon Bell - Ruth Marion Bell - Thomas Johnston Bell - Charles H. Belzile - Daniel Benedict - Agnes M. Benidickson - Avie Bennett - Jalynn H. Bennett - Daniel E. Bergsagel - Boris Berlin - Mario Bernardi - Alan Bernstein - Albert E. Berry - Pierre Berton - Hector-Louis Bertrand - Charles H. Best - Lois Etherington Betteridge - Clare Bice - Ralph Bice - Edward Isaac Bickert - André C. Biéler - John Bienenstock - Wilfred Gordon Bigelow - James H. Biggar - Alfred J. Billes - Leonard Joseph Birchall - Florence Bird - Earle Birney - Claude T. Bissell - John L.N. Bitove | - Conrad M. Black - Harriet E. Black - Harry Black - George G. Blackburn - David Lloyd Blackwood - Vincent W. Bladen - D. Gordon Blair - Mervyn A.C. Blake - Thurston Blakey - Michael Bliss - Ronald L. Bloore - Hans Blumenfeld - William R.C. Blundell - Douglas Bocking - William Brenton Boggs - Harald Bohne - J. Richard Bond - Roberta Lynn Bondar - Roy Bonisteel - Bernard A. Bonser - Henry Borden - A. Alan Borovoy - Paul Michel Bosc - David Botsford - E. Harry Botterell - Gerald K. Bouey - Paulette Bourgeois - Arthur S. Bourinot - Arthur N. Bourns - Edmund Charles Bovey - Clement W. Bowman - Herbert Gideon Bown - Hugh Boyd - William Boyd - Harry J. Boyle - William J.S. Boyle - John R. Bradfield - Robert William Bradford - Mary Bradley - Robert B. Bradley - Jean Ellen (Jinnie) Bradshaw - Alexander Brady - William J. Brady - Leonard Austin Braithwaite - Deanna Marie Brasseur | - Maryon Brechin - Albert Breton - Elizabeth Ruth Bridgman - Alan Broadbent - Edward Broadbent - Dave Broadfoot - Bertram Neville Brockhouse - LeSueur Brodie - Paul Brodie - Edward Bronfman - Peter Frederick Bronfman - John F. Brook - C. John Brooks - Boris Brott - John W.D. (Scotty) Broughton - (S.A.) Arnold Brown - Arch J.D. Brown - G. Malcolm Brown - Gordon Ronald Brown - Lawrence Brown - Kurt Browning - James P. Bruce - Maxwell Bruce - Joyce Bryant - Robert B. Bryce - Thomas A. Brzustowski - Manuel Buchwald - Roel C. Buck - Francis (Frank) C. Buckley - John F. Bulloch - Jane Bunnett - Ellen Burka - Jean Robertson Burnet - Derek H. Burney - Dorothy K. Burnham - Charles F.W. Burns - E.L.M. Burns - Elsinore C. Burns - Ruth Burrows - Vernon Douglas Burrows - Nestor Burtnyk - Edward Burtynsky - G. Allan Burton - Jack Bush - Esmond U. Butler - Karel Buzek |

## C
| - Howard Reid Cable - Barbara Cadbury - George Woodall Cadbury - Charles-Auguste Cadieux - Léo Cadieux - Marcel Cadieux - Dorothy Cadwell - Laurence J. Cain - Alan C. Cairns - Thomas Scott Caldwell - William Glen Elliot Caldwell - Morley Callaghan - June Callwood - G. Donald W. Cameron - John Allan Cameron - Constantine Alberga Campbell - D. Ralph Campbell - Edward James Moran Campbell - Margaret Fasken Baird Campbell - Marjorie (Elliott) Wilkin Campbell - Mona L. Campbell - Neil William Campbell - Norman K. Campbell - Thane A. Campbell - W. Kenneth Campbell - Pierre Camu - Bonnie Laura McClung Cappuccino - Fred Cappuccino - Douglas J. Cardinal - J. Maurice S. Careless - Robert Dicks Carman - Herbert H. Carnegie - Judith Feld Carr - Shirley G.E. Carr - J.A. Berthold Carriere - Gaston Carrière - Walter Carsen | - John J. Carson - Allan Ian Carswell - Alexander Carter - Gerald Emmett Cardinal Carter - Kenneth LeM. Carter - John R. Cartwright - Arthur J. Carty - Humphrey Stephen Mumford Carver - Winslow S. Case - Alfred J. Casson - Jean-Gabriel Castel - Marlene Brant Castellano - Carlo Cattarello - Charles R. Catto - Hugh Clifford Chadderton - Maurice J. Chagnon - Floyd S. Chalmers - M. Joan Chalmers - Donald A. Chant - Christopher Martin Chapman - Louis Charbonneau - Fulgence Charpentier - Frank W. Chauvin - Lawrence Cherney - Yves Chevrier - Julia Chia-yi Ching - Yvonne Chiu - Julien Chouinard - Wayson Choy - Michel Chrétien - James A. Churchman - George Chuvalo - Bernhard Cinader - Barbara J. Clark - Charles J. Clark - Charles Joseph Clark - Douglas Harvey Clark | - Greg Clark - H. Spencer Clark - Howard H. Clark - Robert Harry Clark - Roger Clark - S.D. Clark - Austin Chesterfield Clarke - Irene W.H. Clarke - Kenneth H.J. Clarke - Michael F. Clarke - Terence M. Clarke - Adrienne Clarkson - Joan Douglas Clayton - John Edward Cleghorn - Terrence Joseph Slater Clifford - Sylvain Cloutier - Kathleen Coburn - Bruce Cockburn - Charles Sheridan Coffey - Marshall A. (Mickey) Cohen - Maxwell Cohen - Nina F. Cohen - Dusty Cohl - George A. Cohon - M. J. Coldwell - Carol Ann Cole - Edgar Andrew Collard - H. Elizabeth Collard - Ron Collier - John Robert Colombo - Charles F. Comfort - George E. Connell - Martin Philip Connell - Stompin' Tom Connors - J. Harold Conway - Donald Frederick Cook - Ramsay Cook | - William H. Cook - Ernest Coombs - Edward John Cooper - Jack Cooper - Robert Cooper - Jiri George Corn - James A. Corry - Peter de C. Cory - Irwin Cotler - John G. Counsell - Thomas J. Courchene - James A. Coutts - Rita Marjorie Cox - Kathleen M. Cox-Sutton - Harold Scott MacDonald Coxeter - Mona H. Coxwell - Linda Dorothy Crabtree - John H. Craigie - Toller Cranston - William H. Cranston - J. Douglas Crashley - Louise Crawford - Purdy Crawford - Frank Radford Crawley - Donald G. Creighton - J. Douglas Creighton - David Crombie - David Cronenberg - Jack L. Cross - Peter Alexander Crossgrove - Catherine Kraus Crouse - Douglas N. Crozier - Alastair J. Cunningham - Gordon R. Cunningham - Walter Curlook - Richard J. Currie - Wilfred A. Curtis |

## D
| - Dominic D'Alessandro - Antoine D'Iorio - John Robert Dacey - Frances H. Dafoe - Tony Dagnone - Jacques Dalibard - Leslie L. Dan - Abdelmalek Dridi - Ken Danby - Charles William Daniel - Barnett J. Danson - Raymond Daveluy - Alan G. Davenport - Paul Davenport - Douglas Keith Davey - Jean F. Davey - Kenneth G. Davey - Paul David - Tirone David - Edgar Davidson - True Davidson - Michael R.L. Davies - Robertson Davies - Elizabeth M. Davis - Henry F. Davis - Richard E.G. Davis - Victor Davis | - William G. Davis - Lorna Vivian de Blicquy - Adolfo J. de Bold - A.J.G.D. de Chastelain - Dora de Pedery-Hunt - Michael Christian de Pencier - Vic De Zen - Michael B. Decter - Robert D. Defries - Helen DeLaporte - Michael Robert Dence - Lloyd A. Dennis - Duncan R. Derry - L. Denis Desautels - Omer Deslauriers - John J. Deutsch - Sudarshan Devanesen - Marion Dewar - Jacques-A. Dextraze - Primo I. Di Luca - Abel Joseph Diamond - Allen Ephraim Diamond - Colin D. diCenzo - Olive Patricia Dickason - Clennell H. Dickins - Terence Dickinson | - Brian Dickson - H. Lovat Dickson - Jennifer Dickson - Charles A. Diemer - Richard Maurice Dillon - William Andrew Dimma - Henry B. Dinsdale - Peter C. Dobell - Jerzy A. Dobrowolski - William A.C.H. Dobson - William Dodge - Laura Dodson - Brian Doherty - Catherine Doherty - Laverna Dollimore - Denise A. Donlon - Léo A. Dorais - Roger A. Dorton - John Beamish Dossetor - A. Vibert Douglas - Ian Douglas - Shirley Douglas - Thomas C. Douglas - Jack M. Dow - Richard G., Sr. Dow | - James Downey - Denzil Doyle - Richard J. Doyle - Garth Howard Drabinsky - Arthur B.C. Drache - Charles George Drake - George A. Drew - Glenn Wilson Drinkwater - James B. Driscoll - Charles Mills Drury - Murray Dryden - Jan Drygala - Charles L. Dubin - Jacques Dubois - Jacques Duchesneau - Angus B. Duffy - Richard M. Dumbrille - Isobel Moira Dunbar - Ronald G. Dunkley - Edward Arunah Dunlop - A. Davidson Dunton - J. Stefan Dupré - Diane Lynn Dupuy - Onkar P. Dwivedi - Peter M. Dwyer - Howard Dyck |

## E
| - David Henry Eadie - David Charles Earle - Alan James Earp - Fredrik Stefan Eaton - James G. Eayrs - Arnold Edinborough - J. Alexander Edmison | - Claude Edwards - Atom Egoyan - David M. Elder - Robert James Elder - Robert G. Elgie - Margaret E. Elliott - R. Fraser Elliott | - Frederick H. Ellis - Ralph Colin Ellis - Marian Engel - Lawrence A. Englander - John Richard English - Maxwell E. Enkin | - Willard Z. Estey - Brian P. Etherington - Bernard Etkin - Sorel Etrog - Gregory Thomas Evans - John Robert Evans - J. Trevor Eyton |

## F
| - Ellen Loucks Fairclough - Barker Fairley - William Alexander Farlinger - Alfred W. Farmer - Clarence B. Farrar - Victor Feldbrill - Anthony S. Fell - Fraser Matthews Fell - Ivan Peter Fellegi - Kathleen Fenwick - Edith A. Ferguson - Ivan Graeme Ferguson - Max Ferguson - Cecil Fielding - George A. Fierheller - Timothy Findley | - Douglas Firth - John W. Fisher - Lenah Fisher - Sidney Thomson Fisher - W. Allen Fisher - Gerald Michael FitzGibbon - George B. Flahiff - James Douglas Fleck - W.T. Ross Flemington - Stephen M. Fletcher - A. L. Flood - Frank D. Fogwell - Kenneth K. Forbes - Maureen Forrester - Eugene Alfred Forsey - D'Iberville Fortier | - Yves Fortier - Harry E. Foster - Charles Foulkes - Edith Fulton Fowke - Robert H. Fowler - Paul Wesley Fox - Celia Franca - Geno F. Francolini - Ruth Frankel - Colin A. Franklin - Ursula Martius Franklin - Margot Franssen - Frank Frantisak - John Anderson Fraser - Gerald L. Freed - Harry Freedman | - Lawrence Freiman - David Benson French - Martin L. Friedland - Donald Frisby - Monique Aubry Frize - Leslie M. Frost - Barbara Frum - Murray Frum - Northrop Frye - Robert Fulford - Douglas H. Fullerton - William Sefton Fyfe |

## G
| - Gaetano Gagliano - Gérard Gagnon - Harry Ralph Gairey - Jay Gajjar - Sheldon Galbraith - George Alexander Gale - André Jacques Galipeault - Jean Pierre Edgar Gallant - Alvan Gamble - William Alastair Gamble - George R. Gardiner - Melvin Gardiner - Philippe Garigue - George D. Garland - Andrzej Marian Garlicki - Philip C. Garratt - Gregory Francis Gatenby - Jacob Gill Gaudaur - Georges-E. Gauthier - Robert Gauthier - Michel Gauvin - Miroslawa Gawalewicz - Herman Geiger-Torel - William Oscar Geisler - Arthur E. Gelber - Sylva M. Gelber - John Gellner | - Peter J. George - Kenneth V. Georgetti - Irving Russell Gerstein - Reva Appleby Gerstein - Bernard Ghert - Christopher Paul Giannou - Lenore Gibb - Daniel A. Gibson - Graeme Gibson - James Alexander Gibson - Tamara Giesbrecht - Albert Gilbert - William H. Giles - Alastair W. Gillespie - Robert W. Gillham - James Gillies - Clyde Gilmour - Bobby Gimby - Lawrence Albert Gladue - Srul Irving Glick - Mira Godard - Charles M. Godfrey - Paul Victor Godfrey - Sheldon Jay Godfrey - Peter Cowperthwaite Godsoe - Anne Golden - David A. Golden | - Martin Goldfarb - Klaus Goldschlag - Nicholas Goldschmidt - Myer Murray Goldstein - Edwin A. Goodman - Joseph O. Goodman - Martin Wise Goodman - Frederick William Gorbet - Duncan Lockhart Gordon - J. King Gordon - J. Peter Gordon - Mary Gordon - Walter L. Gordon - Winston Graham Gordon - Arthur J. Gosselin - Allan Gotlieb - Calvin Carl Gotlieb - Ronald Alan Gould - Carole Sandra Grafstein - Anthony Francis Graham - Duncan A. Graham - Howard D. Graham - James H. Graham - James Wesley Graham - M. David Graham - Laurie J. Graham-Flynn - Jack Lawrence Granatstein | - Campbell Grant - Jon K. Grant - Claudette Gravelle - Herbert Eser Gray - James Lorne Gray - John Gray - Walt Grealis - Abraham J. Green - Donald M. Green - Keith R. Greenaway - Mark Lawrence Greenberg - Gail E. Greenough - Helen Frances Gregor - Robert Grenier - John Douglas Morecroft Griffin - Naomi E.S. Griffiths - Stanley George S. Grizzle - Phyllis Grosskurth - Hubert A. Guillet - Roger Guindon - Donald W. Gullett - Ramsay Willis Gunton - Alexandra Sandra Gwyn - Richard Gwyn - Peter Gzowski |

## H
| - Ralph Carl George Haas - Walter J. Hachborn - Ian Hacking - Claire Margaret Haddad - J. Gerald Hagey - Gerald Halbert - Amelia Hall - Lawrence H. Hall - Lyle Shantz Hallman - Francess G. Halpenny - Israel Halperin - John G.H. Halstead - James Milton Ham - Jean-Marc Hamel - Christine C. Hamilton - John Borden Hamilton - Stuart Hamilton - Susan Hammond - Sharon Trostin Hampson - Andrea Hansen-Jorgensen - Charles Harold Hantho - Peter Harcourt - Hugh Hagood Hardy - F. Kenneth Hare - Charles Richard Harington - Harvey H. Harnick - Ofra Harnoy Cash - J. Russell Harper - Kenneth W. Harrigan - James B. Harrington - Rex Harrington - Richard Harrington - Grace Margaret Harris - Milton E. Harris | - James M. Harrison - Joan Fletcher Harrison - Donald Harron - G. Arnold Hart - Bernard Conrad Hartman - Robbert Hartog - Stanley H. Hartt - Vanessa C. Harwood - Florence J. Haslam - Phyllis G. Haslam - Gerald Gordon Hatch - D. Sanford Hawley - Frank J. Hayden - Salter Adrian Hayden - K.P. (Barbara) Hayes - David Mackness Hayne - Arden R. Haynes - Robert Hall Haynes - Richard L. Hearn - Hugh J. Heasley - William Arthurs Heaslip - Arnold Heeney - George H. Hees - Gerald R. Heffernan - Raymond O. Heimbecker - Thomas Giles Heintzman - Lawrence Heisey - Gerald K. Helleiner - Ydessa Hendeles - Gavin Henderson - Gordon F. Henderson - Lyman G. Henderson - Thomas Best Hendry - Thomas L. Hennessy | - Martha Henry - Ben Heppner - J.A. Euclid Herie - Peter A. Herrndorf - Gerhard Herzberg - Cecil Hogarth Hewitt - Foster W. Hewitt - Godfrey Hewitt - Tomson Highway - Charles C. Hill - Daniel G. Hill - David Hinson Hill - F. Marguerite Hill - Joseph Charles Hill - Polly Hill - Winnifred S. Hill - Donald Arthur Hillman - Elizabeth Sloman Hillman - Margaret H. Hilson - John Hirsch - Jack Hirsh - Lotta Hitschmanova - Karen Gerda Hnatyshyn - Ramon John Hnatyshyn - Kenneth C. Hobbs - John Hobday - E. Prudence Hockin - Donald G. Hodd - A. Birnie Hodgetts - J. Edwin Hodgetts - Nora Hodgins - Paul Hoffert - Abigale Hoffman - Helen Hogg - Mary Eileen Hogg | - Peter Wardell Hogg - William MacDougall Hogg - Elizabeth Bradford Holbrook - George W. Holbrook - Samuel Hollander - Charles H. Hollenberg - Derek Holman - John W. Holmes - Walter F. Homburger - Robert Homme - John Honderich - Wilbert H. Hopper - John Alexander Hopps - Cleeve Horne - George William Bligh Hostetter - Yvonne McKague Housser - W. Glen How - Margherita Austin Howe - Dennis G. Howell - William G.C. Howland - A. Rolph Huband - Robert Hamilton Hubbard - Alan Roy Hudson - Robert Edgar Hulse - James Nairn Patterson Hume - Solon Lamont Hummel - John G. Hungerford - Bernice Thurman Hunter - Margaret M. Hunter - Thomas James (Tommy) Hunter - Helen Huraj - William Hutt - Frances Hyland - Margaret P. Hyndman |

## I
| - Ronald W. Ianni - Daniel Andrew Iannuzzi - Thomas Ranald Ide - George Ignatieff | - Keith Usherwood Ingold - Norman David Inkster - Ronald A. Irwin - Avrom Isaacs | - Laurent Isabelle - Elmer Iseler - Barbara Campbell Smith Ivey | - Richard Macaulay Ivey - Richard William Ivey - H. Roy Ivor |

## J
| - Wilbur Roy Jackett - Henry Newton Rowell Jackman - Henry R. Jackman - Agnes Jacks - A. Y. Jackson - Donald George Jackson - Russell S. Jackson - Naomi Jackson Groves - Jane Jacobs - Joseph R. Jacobs - Harish Chand Jain - Lois James - William James - D. Park Jamieson | - Roberta L. Jamieson - Edwin Roper Jarmain - Fred Jarrett - Tamara Jaworska - C. Douglas Jay - Marsh Jeanneret - Arthur William Jefferies - Joseph Jeffery - Ferguson Jenkins - Kenneth J.W. Jenkins - Jon H. Jennekens - Mary Adelaide Jennings - Peter Jennings - Sultan Jessa | - Pauline Jewett - Norman Jewison - Claude Jodoin - Sue Johanson - Harold Elford Johns - Albert Wesley Johnson - Ben Johnson - Donald K. Johnson - Jean Johnson - Carol J. Johnston - David Lloyd Johnston - Edith M. Johnston - Lynn B. Johnston | - Norman S. Johnston - Wilfred J. Johnston - Mary Irene Patricia Jolliffe - Elaine Elizabeth Jolly - Jean McEachran Jones - Richard D. Jones - James Urban Joseph - Franc R. Joubin - Albin T. Jousse - Ronald V. Joyce - Gordon Wainwright Juckes - Wilfred Judson |

## K
| - Robert Yasuharu Kadoguchi - Karen Kain - Anna Kaljas - Helmut Max Kallmann - Kalmen Kaplansky - Urjo Kareda - Malak Karsh - Yousuf Karsh - Kenneth J. Kasha - Fred Kaufman - Vladimir M. Kavan - Vladimir J. Kaye - Benjamin G. Kayfetz - Max Keeping - J. George Keil - Vicki Keith | - Roy L. Kellock - Arthur D. Kelly - John Michael Kelly - Leonard (Red) Kelly - William P. Kelly - Maureen Kempston Darkes - Douglas Neville Kendall - Betty Kennedy - Tom Kent - Wilbert Joseph Keon - David A. Keys - Bruce Kidd - James Roby Kidd - Thomas Edward Kierans - William Morley Kilbourn - Allan King | - Thomas King - T. Douglas Kinsella - Ely Kish - Ernest Klein - George Klein - Carl Klinck - Tom Kneebone - Andrew G. Kniewasser - Allen T. Knight - Stanley Knowles - George Alfred Christian Knudson - Michael M. Koerner - Charles Beverley Koester - Murray Bernard Koffler - Moe (Morris) Koffman - Joy Kogawa | - Shiu Loon Kong - Anastazja Kozlowski - Franz Kraemer - Greta Kraus - Robert Krembil - Vern Krishna - Arthur Kroeger - Mabel E. Krug - James Kudelka - Anton Kuerti - Rosemarie Esther Kuptana - William Kurelek - Eva Kushner - Mers Kutt |

## L
| - Margaret Wade Labarge - Arthur Sackville Labatt - Huguette Labelle - Gilbert A. Labine - Maurice Norbert Lacourcière - John Coleman Laidlaw - G. Blair Laing - Leslie Laking - Florent Lalonde - Gisèle Lalonde - Judy LaMarsh - Allen Lambert - Sidney E. Lambert - Heath R. Lamberts - Antonio Lamer - Jeanne Lamon - G. Jake Lamoureux - Allan Austin Lamport - Donald H. Lander - G. Yves Landry - Raymond Landry - Rosemarie Landry - Bernard Langer - James C. Langley - J. Spencer Lanthier - Robert Lantos - Laurier L. LaPierre - André Laplante | - Renaude Lapointe - Philip Alexander Lapp - John P. Larche - Bora Laskin - Margaret Laurence - Sarah Lavalley - A. Marshall Laverty - J. Conrad Lavigne - Helen M. Law - R. William Lawson - Tom Lawson - Trudi Le Caine - Gerald Eric Le Dain - Jean Le Moyne - H. Allan Leal - Jean Cecilia Leask - Eric W. Leaver - John R. Leberg - John Francis Leddy - Mary Jo Leddy - William R. Lederman - Dennis Lee - Geddy Lee - Leonard G. Lee - Arlette Marie-Laure Lefebvre - Léonard Hilarion Legault - Gabrielle Léger | - Jules Léger - Bruce Jarvis Legge - Garth Warren Legge - Robert F. Legget - William C. Leggett - Z. Lewis Leigh - David S.R. Leighton - William Leiss - John Daniel Leitch - Germain Lemieux - Laureano Leone - Douglas V. LePan - M. David Lepofsky - Tracy LeQuyere - Edgar Joseph LeRoux - Rita Letendre - Stephan Robert Lewar - David Lewis - Margaret Bradshaw Lewis - Raymond Lewis - Reginald William Lewis - Stephen Lewis - Wilfrid Bennett Lewis - James F. Leys - Alex Lifeson - Walter Frederick Light - Gordon Lightfoot - Lois Ada Lilienstein | - David T.W. Lin - Philip B. Lind - Anne Lindsay - George Lindsey - Frank Ling - Jean Little - Esse W. Ljungh - David Stevenson Lloyd - Kenneth Lochhead - Charles H. Locke - Jack Lambourne Locke - James W. Lomax - John-Barbalinardo Lombardi - Cecilia E. Long - Louis H. Lorrain - Alexina Louie - Arthur R.M. Lower - Roger V. Lucy - Jean B. Lumb - Leonard G. Lumbers - Harry G. Lumsden - Clifford Douglas Lumsdon - Alan W. Lund - Janet Louise Lunn - George Luscombe - Irénée Lussier - Jean Jacques Lussier - Abbyann Day Lynch - Richard Lyons |

## M
| - Elizabeth P. MacCallum - Brian Macdonald - Donald MacDonald - Donald C. MacDonald - Donald Stovel Macdonald - Flora Isabel MacDonald - H. Ian Macdonald - John B. Macdonald - Mary Elizabeth Macdonald - W. Ross MacDonald - John A. MacDonell - James M. MacDonnell - Hartland M. MacDougall - Elsie Gregory MacGill - Roy MacGregor - Dorothy A. Macham - Elaine Rita MacInnes - Joseph B. MacInnis - Bertram R. MacKay - Donald Mackay - J. Keiller Mackay - Patricia M. MacKay - Robert A. MacKay - C. Jack Mackenzie - Maxwell W. MacKenzie - W.A. Mackintosh - Peter Tiffany Macklem - David H. MacLennan - Jean Achmatowicz MacLeod - Ernest MacMillan - Viola MacMillan - Gordon Murray MacNabb - John A. MacNaughton - John David Francis MacNaughton - James William MacNeill - C. Brough Macpherson - Dorothy Macpherson - Duncan I. MacPherson - Kathleen Macpherson - Marion Bell MacRae - Bahadur Madhani - Lino Magagna - George C. Mager - Louise Y. Maheu - Leo James Mahoney - William Mahoney - Francis William Mahovlich - Jagmohan S. Maini - Jean-Louis Major - Tak Wah Mak | - Donald M. Malinowski - Jane Mallett - John L. Manion - Elizabeth Manley - Thomas H. Manning - Paul D. Manson - George Edward Mara - Raymond J. Marcotte - Richard Charles Margison - Léo Marion - Séraphin Marion - Paul Marmet - Jack Marshall - Kenric R. Marshall - Lois Marshall - William Marshall - Ethel G. Martens - Goldwyn Arthur Martin - Paul Joseph James Martin - Ronald Martland - Beverly Sharon Mascoll - Vincent Massey - Henri Masson - Yoshio Masui - John Ross Matheson - Charles A.G. Matthews - Nurjehan Mawani - Judith Maxwell - Elizabeth May - William M. Mayne - Robert Donald McAllister - Helen McArthur - Donald G. McBride - Joan H. McBride - Eric McBurnie - G. Wallace F. McCain - Robert D. McCall - Hazel McCallion - James A. McCambly - Doris McCarthy - Josephine McCarthy - Robert D. McChesney - Jack McClelland - Robert B. McClure - James Kelsey McConica - Robert Murray Gordon McConnell - Edmund J. McCorkell - Margaret Scott McCready - Dean McCubbin - Ernest A. McCulloch | - Annetta McDonald - Barbara McDougall - Frank F. McEachren - Anna McGarrigle - Pauline M. McGibbon - John A. McGinnis - Maura McGuire - Vernon McIlwraith - Mary Hamilton McInnis - Clifford M. McIntosh - Alexander Gordon McKay - Katherine McKeever - John Duncan McKellar - Loreena McKennitt - William Darcy McKeough - Alasdair J. McKichan - Tommy McKillop - Donald McKinnon - Hector B. McKinnon - Donald R. McLachlan - Digby Johns McLaren - Murray McLauchlan - George Robert McLaughlin - Isabel McLaughlin - M. Michaelena McLaughlin - R.S. McLaughlin - Charles Grant McLean - Margaret L. McLeod - Norman William McLeod - Marshall McLuhan - Robert McMichael - Kenneth G. McMillan - Kenneth William McNaught - Shirley Helen McNaughton - Nancy Flora McNee - Marilou McPhedran - Trina McQueen - James Chalmers McRuer - Patrick D. McTaggart-Cowan - Ian Renwick McWhinney - C. Edward Medland - A. Roy Megarry - John Meisel - Arthur Redpath Menzies - Ruby Mercer - Patricia M. Messner - John Metcalf - John E. Meyers - Norah Evangeline Michener - Roland Michener | - John C. Miles - Ian D. Millar - M. Corinne Church Miller - John Vernor Mills - Thora R. Mills - Rose Eleanor Milne - William Alexander Milroy - Jeanne Minhinnick - David Mirvish - Edwin Mirvish - Richard Monette - Lorraine Monk - Gilbert C. Monture - Arthur B. Moore - Donald W. Moore - Dora Mavor Moore - Trevor F. Moore - Oskar Morawetz - John Reid Morden - Auguste-M. Morisset - Raymond Moriyama - Lawrence Whitaker Morley - Alwyn Morris - Bram Morrison - Mary Morrison - Norval Morrisseau - Alton L. Morse - Ann Mortimer - Elizabeth H. Morton - Helen J. Morton - W.L. Morton - Farley McGill Mowat - Alexander Mozes - Nick Mulder - Peter Munk - Raymond Alan Munro - Ross Munro - Robert N. Munsch - Joseph Stanley Murphy - Anne Murray - Donald W.G. Murray - Elizabeth Murray - Geoffrey Stuart Murray - Jane B.D. Murray - Kenneth George Murray - Robert George Everitt Murray - J.E.V. Murrell - Helen K. Mussallem - J. Fraser Mustard - William T. Mustard |

## N
| - Saran A. Narang - Jan F. Narveson - E. Peter W. Nash - Knowlton Nash - William Needles - Louis Boyd Neel | - Roger P. Neilson - Mary Nesbitt - Andrina B. Newbery - J.W. Edward Newbery - William J. Newell - Donald Newman | - Sydney Newman - Christopher Newton - Cynthia Maria Nicholas - Ralph William Nicholls - L.H. Nicholson - Peter John MacKenzie Nicholson | - Phil Nimmons - Cynthia E.S. Noble - Christine F. Nornabell - Lorna Ann Northcote - Wilfred L. Notley |

## O
| - John C. O'Brien - Sheila O'Brien - Frank O'Dea - John Herbert O'Dette - Valentine O'Donovan - Mary Catherine O'Flaherty - Thomas Bernard O'Grady - Florence M. O'Neill | - Sean Patrick Paul O'Sullivan - Alfred Umberto Oakie - Roger S. Obata - Edmond G. Odette - Louis Lawrence Odette - David Robert Dan Offord - Will Ogilvie - Robert J. Ogle | - Betty Oliphant - Michael Ondaatje - Tamar Oppenheimer - Marion A. Powell Orr - Robert G. Orr - Brian Orser - Earl Herbert Orser - Philip Orsino | - Gordon F. Osbaldeston - Walter Ostanek - Emily Ostapchuk - Heather E. Ostertag - Bernard Ostry - Sylvia Ostry - Anne Ottenbrite - Fernand Ouellet |

## P
| - Charles Pachter - Margaret Ruth Page - Marnie Paikin - Freda L. Paltiel - John H. Panabaker - Norman S. Panzica - Gilles Paquet - André Paquette - Gilbert Paquette - Navin M. Parekh - William Philip Paris - Jean Pariseau - Alton C. Parker - Raymond C. Parker - John C. Parkin - Richard Parsons - David G. Partridge - Thomas Joseph Pashby - Eugenia Pasternak - Rowan Paterson - Gordon Neil Patterson - H. Thomas Patterson | - Howard Russell Pawley - Anthony James Pawson - Julien D. Payne - Kenneth H. Peacock - (S.A.) Elizabeth Peacocke - Charles Peaker - F. Griffith Pearson - Geoffrey A.H. Pearson - Lester B. Pearson - William Burton Pearson - Neil E. Peart - Vida H. Peene - Reynold Pehkonen - Gordon William Gavin Penrose - Jean-Luc Pepin - N. Jane Pepino - Evelyn Agnes Pepper - Kenneth J. Perkins - M. Vera Peters - Oscar E. Peterson - Donat Pharand - Helen D. Phelan | - Paul J. Phelan - David Phillips - Robin Phillips - Roy A. Phillips - Adiuto John Pianosi - Edward A. Pickering - J.W. Pickersgill - Lloyd Montgomery Pidgeon - Louis-Philippe Pigeon - Jean E. Pigott - Robert Sheffield Pilot - Suzanne E. Pinel - Gordon Edward Pinsent - Andrew L. Pipe - James Bruce Pitblado - Walter George Pitman - W. Gunther Plaut - Joseph-Aurèle Plourde - Beryl Plumptre - Elizabeth Macdonald Podnieks - John Charles Polanyi - Daniel Poliquin | - Carl A. Pollock - Samuel P.S. Pollock - Leonidas Polymenakos - Nancy Geddes Poole - H. Hall Popham - Anna Porter - Sandra Post-McDermid - Beryl Potter - J. Lyman Potts - Martha Jane Poulson - Marion G. Powell - Annie Powers - Alfred Powis - Neville G. Poy - Mark J. Poznansky - Gerald Pratley - Cranford Pratt - Edward Courtney Pratt - Raymond A. Price - J. Robert S. Prichard - Walter Prystawski - Thomas C. Pullen - Gillis Purcell |

## Q
- Louis Quilico

## R
| - Jack Rabinovitch - Edith May Radley - John Arthur (Jackie) Rae - Robert Keith Rae - H. Glenn Rainbird - Donald Allan Ramsay - Russell Harold Ramsay - Bruce Rankin - Abraham Rapoport - Harry Rasky - Louis Rasminsky - Eldon D. Rathburn - Edward J. Ratushny - Helen Mary Raycheba - W. Harold Rea - John Erskine Read - James Reaney - Mildred Redmond - Barbara E. Reesor - David Regan - Ernie Regehr - Dennis Reid - Elizabeth Reid - M. Joy Reid | - Sigmund Reiser - Sol Simon Reisman - John Rekai - Kati Rekai - Paul Rekai - Marc Renaud - Grant L. Reuber - Alma V. Ricard - Donald I. Rice - Boyce Richardson - Jack Richardson - Diane Richler - Garnet Baker Rickard - Donald Sheridan Rickerd - John Brabant Ridley - Laure E. Rièse - Douglas Riley - John R. Riordan - Ralph F. Ritcey - A. Edgar Ritchie - Cedric E. Ritchie - Charles S.A. Ritchie - Marguerite Elizabeth Ritchie | - Roland A. Ritchie - Ronald S. Ritchie - John P. Robarts - Roderick George Robbie - Vera Roberts - Bruce Robertson - Elizabeth Chant Robertson - Gordon Robertson - H. Rocke Robertson - Lloyd Robertson - Norman A. Robertson - Owen C.S. Robertson - John J. Robinette - Eallien L. Robinson - H. Basil Robinson - Suzanne Rochon Burnett - Edward S. Rogers - Gordon Rix Rogers - Harold Allin Rogers - Richard H. Rohmer - Stephen B. Roman - Luke Rombout - Perry Rosemond | - Harry Rosen - James W. Ross - Murray G. Ross - Susan A. Ross - Wayne Rostad - Joseph L. Rotman - Katherine Rouillard (Riddell) - Henriette P. Rouleau - Roger Rousseau - Graham Westbrook Rowley - Harry Rowsell - Marion V. Royce - Jan Rubes - Susan Rubes - Calvin Woodrow Ruck - C. Mervyn Ruggles - Robert L. Rumball - Dorothy Wetherald Rungeling - Charles H. Rushton - John Laurel Russell - Peter Howard Russell - Nancy Ruth - Terrence Ryan - Gus Ryder |

## S
| - Laura Sabia - M.A. Pauline Sabourin - David Lawrence Sackett - A. Edward Safarian - Thérèse Saint-Bertrand - Robert Bruce Salter - Kenneth Charles Saltmarche - Percy P. Saltzman - Ernest Lionel Samuel - Marion E. Samworth - James Sanders - Andrew Sarlos - John Ralston Saul - T.V. Claude Saunders - Charles Joseph Sauriol - Henry Saxe - Arthur R.A. Scace - Juan Cesar Scaiano - Ezra Schabas - Ricky Kanee Schachter - Carl Fellman Schaefer - Erwin Schild - Lionel Howard Schipper - Joe Schlesinger - William George Schneider - Seymour Schulich - Linda Schuyler - Barbara Ann Scott-King - Donna M. Scott - Edward W. Scott - Graham Wilson Shatford Scott - Ian Gilmour Scott - Marianne Florence Scott - J. Blair Seaborn - Lloyd Calvin Secord - Joseph Sedgwick - Philip Seeman | - Hugh Segal - Jeannine Se'guin - Roger Nantel Se'guin - Harold Oaser Seigel - John Sewell - Marie Ada Shales - Benjamin Shapiro - Bernard Shapiro - Jack Rae Shapiro - Isadore Sharp - Mitchell Sharp - Anna Wilson Sharpe - C. Richard Sharpe - Shirley Sharzer - Donald McQ. Shaver - John V. Sheardown - Zena Kahn Sheardown - Archibald R. Shearer - Leslie W. Shemilt - Michael Shenstone - John G. Sheppard - George Leslie Shields - Hide H. Shimizu - Helene Shingles - Laurence Kennedy Shook - Morton Shulman - Frank Shuster - Haroon Siddiqui - Michael C. Sifton - Louis Siminovitch - Robert H. Simmonds - Mary J. May Simon - Guy Simonds - Andrew Alexander Simone - Joan Simone - Jeffrey Simpson - Norman M. Simpson - Sandra Simpson | - Adelaide Sinclair - Gordon Sinclair - Ian D. Sinclair - Lister S. Sinclair - William M. Sinclair - T. Sher Singh - Geoffrey Gordon Singleton - Paul Siren - Josef Skvorecky - Allan Slaight - Gordon Richard Slemon - Harriet (Hallie) J. Sloan - Cela Sloman - Patricia Smart - Ian Smillie - Arnold Cantwell Smith - David Edward Smith - David Chadwick Smith - Donald James Smith - I. Norman Smith - Michael J. Smith - Peter R. Smith - Steve Smith - Wilfred Cantwell Smith - Wilfred I. Smith - Deryk Snelling - Samuel Sniderman - Michael Snow - James A. Soden - Omond M. Solandt - Harry S. Somers - Janet Somerville - Raymond Souster - Gordon Hamilton Southam - J. Murray Speirs - Wishart Flett Spence - Erik John Spicer | - Boris Spremo - Graham Spry - Irene Mary Spry - Denis A. St-Onge - Charles P. Stacey - Edna Staebler - Mark Starowicz - Taylor Statten - Steve A. Stavro - David L. Steen - Bette M. Stephenson - Alec T. Stewart - Clair Cuthbert Stewart - Edward E. Stewart - Elsa H. Stewart - R. Arthur Stewart - Calvin Ralph Stiller - Jack Stoddart - Boris P. Stoicheff - Marlene Stewart Streit - Frank Stronach - Lawrence Strong - Maurice F. Strong - Alexander K. Stuart - Donald A. Stuart - Louise J. Stuart - Mary Alice Stuart - Donna Patricia Summerhayes - Douglas K. Summerhayes - James C. Swail - Dennis Sweeting - Constance Alexa Swinton - Jean-Guy Sylvestre - Thomas H.B. Symons - Tibor I. Szabo - Charles Szathmary de Kovend - Stefan Sznuk |

## T
| - Florence Adelette Tabobondung - Reginae Mae Tait - John Tallon - Joseph Manuel Tanenbaum - Elaine Tanner - Donald Dougans Tansley - Gordon Robert Tapp - Ronald R. Tasker - Roger Tassé - Charles Haskell Tator - Allan Richard Taylor - J. Allyn Taylor - James Hutchings Taylor - Kenneth Wiffen Taylor - Angella Taylor-Issajenko | - Henri Tellier - Veronica Tennant - William Teron - Pierre Théberge - Gordon G. Thiessen - Henry G. Thode - Linda Thom - Ronald J. Thom - Alan Miller Thomas - Charles Alexander Thompson - Judith Clare Thompson - Margaret W. Thompson - Murray McCheyne Thomson - Ray J. Thomson | - Richard Murray Thomson - Shirley L. Thomson - Arthur Louis Thurlow - Frank Russell Thurston - Walter B. Tilden - James Edgar Till - A. Ross Tilley - Ann Tindal - Joseph W. Tomecko - Richard H. Tomlinson - Roger F. Tomlinson - Jean Arnold Tory - Vincent Massey Tovell - Peter Milburn Towe - Graham F. Towers | - Harold B. Town - William Toye - Adine Tremblay - Antonio Tremblay - Albert W. Trueman - Peter Trueman - Walter B. Tucker - John C. Turnbull - John Napier Turner - William Thomas Tutte - Paul J. Tuz - William O. Twaits - Tommy Tweed - Sylvia Tyson |

## U
| - Irène Ayako Uchida - Robert James Uffen | - Takaichi Umezuki - Frank Underhill | - Irena Ungar - Anthony Morse (Tony) Urquhart | - Frederick Albert Urquhart - Jane Urquhart - Norah Roden Urquhart |

## V
| - Tony van Bridge - Blanche Lemco van Ginkel - William E. Van Steenburgh - Vernon Burrows | - Gerald Vandezande - George William Vari - M G Vassanji | - J. Bryan Vaughan - Zeev Vered - Amos L. Vipond | - Herman Voaden - Boris Volkoff - Robert Volpe' |

## W
| - Eleanor Wachtel - Jean Casselman Wadds - Carolyn Jane Waldo-Baltzer - Paul G. Walfish - Jean-Pierre Wallot - Annette Walls - Bryan E. Walls - Peggy Ann Walpole - Mary Walsh - Arnold M. Walter - Dorothy Walton - John Albert Ward - John Warkentin - Garrett (Gary) A. Warner - Vi Milstead Warren - O. Harold Warwick - J. Fenwick (Fen) Watkin - Alexander Gardner Watson - Patrick Watson - William Watson - Gladys C. Watt - Maud H. Watt - Murray Edmund Watts - Ronald L. Watts | - Albert Samuel Waxman - Ronald L. Way - Robert Weaver - Elizabeth Jean Webster - J. Harold Webster - P. David Webster - Wilhelm F. Weiler - John Weinzweig - Robert Stanley Kemp Welch - David Black Weldon - Harry L. Welsh - Kenneth Welsh - William P. Wen - Nellie H. West - Hilary M. Weston - W. Galen Weston - W. Garfield Weston - Eugene F. Whelan - W. Denis Whitaker - Richard P. White - Robert White - William A. White - Pearl B. Whitehead - Herbert W. Whittaker | - Charlotte Whitton - Beatrice E. Wickett-Nesbitt - Ben Wicks - Doreen Mary Wicks - Joyce Wieland - Blossom T. Wigdor - L. Dana Wilgress - Rick Wilkins - Healey Willan - Milton Donovan Williams - Robert S.C. Williams - Charles Morley Willoughby - Bertha Wilson - Cairine R.M. Wilson - Ian E. Wilson - J. Tuzo Wilson - Lois M. Wilson - Lynton Ronald Wilson - Michael H. Wilson - Tracy Wilson - Jean B. Wilton - Mona Winberg - Gordon Ward Winch - William Charles Winegard | - Hugh Winsor - Kirk A.W. Wipper - Sydney Francis Wise - Clarence Dexter Wiseman - Arthur Wishart - William J. Withrow - Milton Wittick - Anne Marchant Wolf - Ray D. Wolfe - Rose Wolfe - Joseph Y.K. Wong - Arthur W.S. Wood - Frederick J.L. Woodcock - William C. Woods - Donald Garth Woodside - Jean Ross Woodsworth - James Worrall - Ronald G. Worton - Donald J.A. Wright - Douglas Tyndall Wright - Robert James Wright - Paul Wyczynski - Betty Jane Wylie - John Earl Wynands |

## Y
- Maxwell F. Yalden
- John Yesno
- Morden Yolles
- Noreen Isabel Young

## Z
| - Eberhard Zeidler - Joyce Zemans | - Adam Hartley Zimmerman - Donald J.P. Ziraldo | - Nicolas M. Zsolnay - Thomas George Zuber | - Irving Zucker |